# گورستان نگارستان
قبرستان نگارستان مربوط به دوره صفوی است و در شهرستان ورزقان، بخش خاروانا، دهستان جوشین، چسبیده به ضلع غربی روستای نگارستان واقع شده و این اثر در تاریخ ۲۷ اسفند ۱۳۸۷ با شمارهٔ ثبت ۲۶۳۷۷ به‌عنوان یکی از آثار ملی ایران به ثبت رسیده است.